# Аюка (Канзас)
Аюка (англ. Iuka) — місто (англ. city) в США, в окрузі Претт штату Канзас. Населення — 151 особа (2020).

## Географія
Аюка розташована за координатами 37°43′46″ пн. ш. 98°43′57″ зх. д. / 37.72944° пн. ш. 98.73250° зх. д. (37.729523, -98.732379).  За даними Бюро перепису населення США в 2010 році місто мало площу 1,55 км², уся площа — суходіл.

## Демографія
Згідно з переписом 2010 року, у місті мешкали 163 особи в 79 домогосподарствах у складі 49 родин. Густота населення становила 105 осіб/км².  Було 83 помешкання (54/км²).
Расовий склад населення:
| - 96,9 % — білих - 1,8 % — осіб інших рас |

До двох чи більше рас належало 1,2 %. Частка іспаномовних становила 6,7 % від усіх жителів.
За віковим діапазоном населення розподілялося таким чином: 19,0 % — особи молодші 18 років, 56,5 % — особи у віці 18—64 років, 24,5 % — особи у віці 65 років та старші. Медіана віку мешканця становила 48,9 року. На 100 осіб жіночої статі у місті припадало 98,8 чоловіків;  на 100 жінок у віці від 18 років та старших — 103,1 чоловіків також старших 18 років.
Середній дохід на одне домашнє господарство  становив 66 964 долари США (медіана — 61 875), а середній дохід на одну сім'ю — 73 863 долари (медіана — 71 250). За межею бідності перебувало 1,9 % осіб, у тому числі 0,0 % дітей у віці до 18 років та 0,0 % осіб у віці 65 років та старших.
Цивільне працевлаштоване населення становило 96 осіб. Основні галузі зайнятості: сільське господарство, лісництво, риболовля — 21,9 %, роздрібна торгівля — 17,7 %, освіта, охорона здоров'я та соціальна допомога — 13,5 %.